# Institut de théologie d'Azerbaïdjan

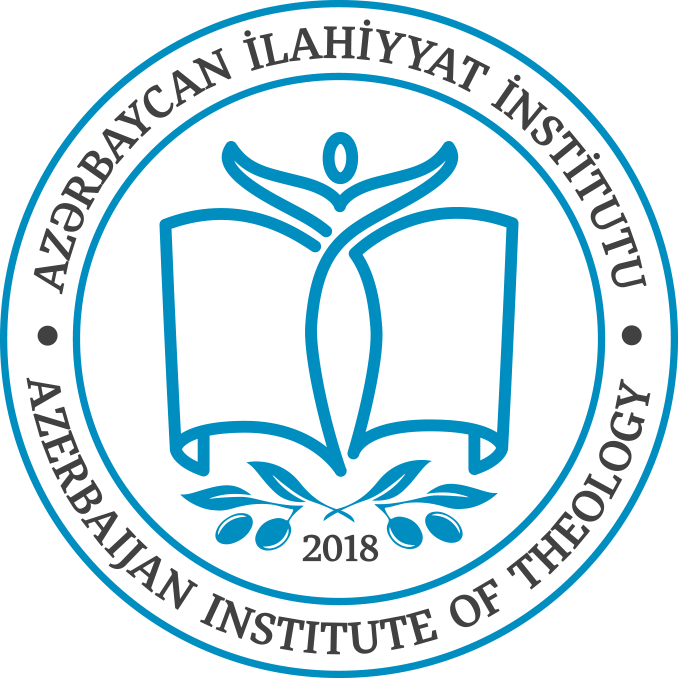
Le logo de l'Institut de théologie de l'Azerbaïdjan

L'Institut de théologie d’Azerbaïdjan (en Azéri: Azərbaycan Respublikasının Dini Qurumlarla İş üzrə Dövlət Komitəsinin tabeliyində Azərbaycan İlahiyyat İnstitutu), est un établissement d'enseignement supérieur spécialisé en théologie en Azerbaïdjan. Le recteur de l’université est Djeyhoun Mammadov.

## Histoire
Pour établir l'Institut de théologie a été décidée sous la subordination du Comité d'État pour le travail avec les organisations religieuses de la République d'Azerbaïdjan par le décret du président de la République d'Azerbaïdjan en date du 9 février 2018. Assurer l'inclusion de la faculté de théologie de l'Université d'Etat de Bakou dans la structure de l'Institut de théologie a été confiée au ministère de l'Education de la République par le même décret. 
La cérémonie d'ouverture de l'Institut de théologie d'Azerbaïdjan a eu lieu le 17 septembre 2018. Le chef du Département des relations interethniques, du multiculturalisme et des affaires religieuses de l'administration présidentielle Etibar Nadjafov, président du Comité d'Etat pour le travail avec les organisations religieuses Mubariz Gourbanli, Le président de la commission parlementaire des associations publiques et des organisations religieuses Siyavouch Novrouzov, président du conseil d'administration de l'Université   d’ « İstanbul 29 Mayıs », Tayyar Altikulac, les chefs des communautés religieuses en Azerbaïdjan et d'autres personnes responsables ont participé à l'événement. 

## Objectif
L’objectif de cet institut est d’assurer la préservation et le développement de l’environnement religieux et spirituel, en s’appuyant sur les traditions historiques du peuple azerbaïdjanais et en préparant du personnel hautement qualifié dans le domaine de l’organisation des activités religieuses. La philosophie, la sociologie, la psychologie, le multiculturalisme, l'informatique et d'autres sciences sociales et humanitaires seront enseignées aux étudiants de l'institut en même temps que les sciences religieuses. 35 places pour les études islamiques et 25 places pour les études religieuses ont été approuvées par ordre public pour l'année académique 2018-2019.
Une bourse nommée d'après Heydar Aliyev pour un étudiant de l'Institut de théologie d'Azerbaïdjan a été créée par le Comité d'Etat pour le travail avec les organisations religieuses de la République d'Azerbaïdjan. Le Bureau des musulmans du Caucase a également attribué une bourse mensuelle à l'un des étudiants.

## Administration
Djeyhoun Mammadov a été nommé recteur de l'institut par décret du président de la République en date du 31 mai 2018. Le premier prorecteur de l'Institut de théologie a été nommé le 13 septembre 2018. Le professeur Mubariz Djamalov a été nommé prorecteur sur le travail éducatif, le docteur en théologie Aguil Chirinov a été nommé prorecteur pour la science et l'innovation sur ordre du président du Comité d'Etat pour le travail avec les associations religieuses, Mubariz Gourbanli. 

## Activité
Actuellement, l’institution compte trois départements et une faculté. L’éducation à l’Institut est dispensée dans la langue azerbaïdjanaise. Cependant, il est prévu de se tenir en russe, en anglais et en arabe et d’attirer à l’avenir des étudiants de différents pays du monde.

## Bourses d'études
Il existe une bourse nommée d'après Heydar Aliyev pour un étudiant de l'Institut de théologie d’Azerbaïdjan. Le Bureau des musulmans du Caucase a également attribué une bourse mensuelle à l’un des étudiants.